# جشم آفت
جشم آفت هانم هي الزوجة الثالثة للخديوي إسماعيل ، تزوجها عام 1863 ولم ينجب منها أولاد.

## جشم والتبني
نظراً لإنها لم تنجب أولاد من الخديوي إسماعيل كما أسلفا الذكر، فقد تبنت كل من:
- ملك حسن طوران؛ التي صارت فيما بعد سلطانة مصر بعد زواجها من السلطان حسين كامل الذي رزقت منه بالاميرات سميحة وبديعة وقدرية.
- ( فايقة هانم افندى ) التي تزوجت من ( مصطفى باشا صديق ) ابن إسماعيل باشا صديق المفتش ورزقت منه ب حسن بك، إبراهيم بك، فهيمة هانم، سيزا هانم، فاطمة هانم، بهية هانم، روحية هانم .

وعندما مات مصطفى باشا عام 1904م، تزوجت فايقة من ( محمد باشا عزت ) ، و تحول اسمها من ( الاميرة فايقة هانم افندى صديق إلى الاميرة فايقة هانم افندى عزت ) و دفنت بمقبرة خاصة بها بالمجاورين.

## خدماتها لتطوير التعليم
عرفت جشم بأنها أنشأت أول مدرسة حكومية مجانية لتعليم الفتيات وهي المدرسة السيوفية التي سُميت بالسنية فيما بعد، عام 1873م، وكانت المدرسة الأولى من نوعها في مصر وفي العالم الإسلامى 

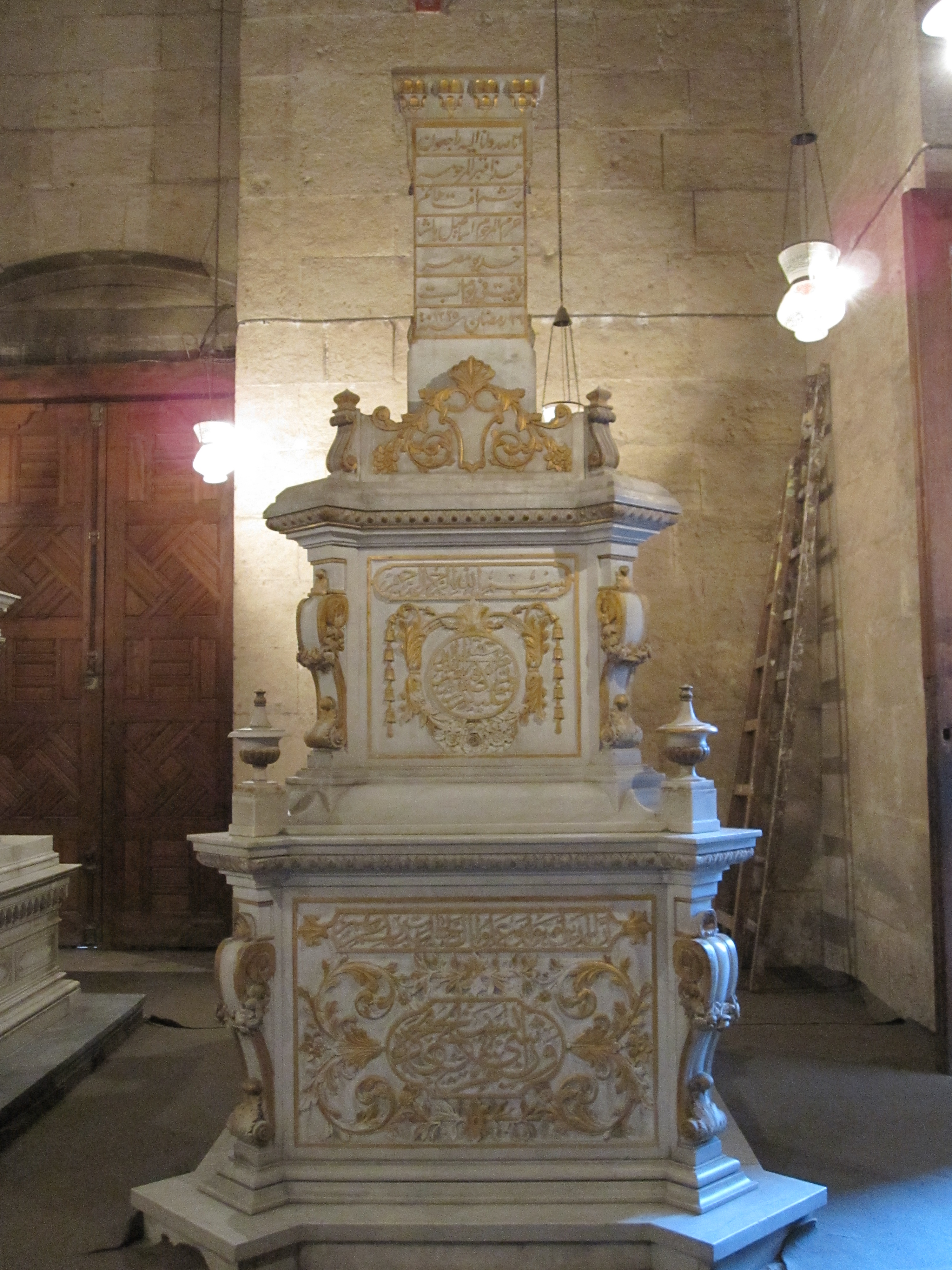
قبر جشم آفت هانم

## الوفاة
توفت في 11 نوفمبر 1907 و دفنت في مسجد الرفاعي بالقاهرة 